# Koźniowa
Koźniowa – skała w prawych zboczach Doliny Prądnika w Ojcowskim Parku Narodowym. Wraz ze skałą Sobótka tworzą skalną bramę zamykającą wylot wąwozu Korytania do Doliny Prądnika. Koźniowa znajduje się po północnej stronie tego wylotu.
Koźniowa, podobnie jak inne skały Doliny Prądnika, zbudowana jest z twardych wapieni skalistych pochodzących z późnej jury. Jej strome wschodnie ściany to wynik podcięcia dokonanego przez Prądnik w plejstocenie. Wyżłobił on wówczas w skałach Wyżyny Olkuskiej dolinę o głębokości około 100 m. Podobne procesy zachodziły w bocznych odgałęzieniach doliny Prądnika.
Koźniowa to ciąg skał o długości około 100 m. Wznoszą się tuż nad poboczem drogi wiodącej Doliną Prądnika. Drogą tą prowadzi jeden z głównych szlaków turystycznych Ojcowskiego Parku Narodowego.

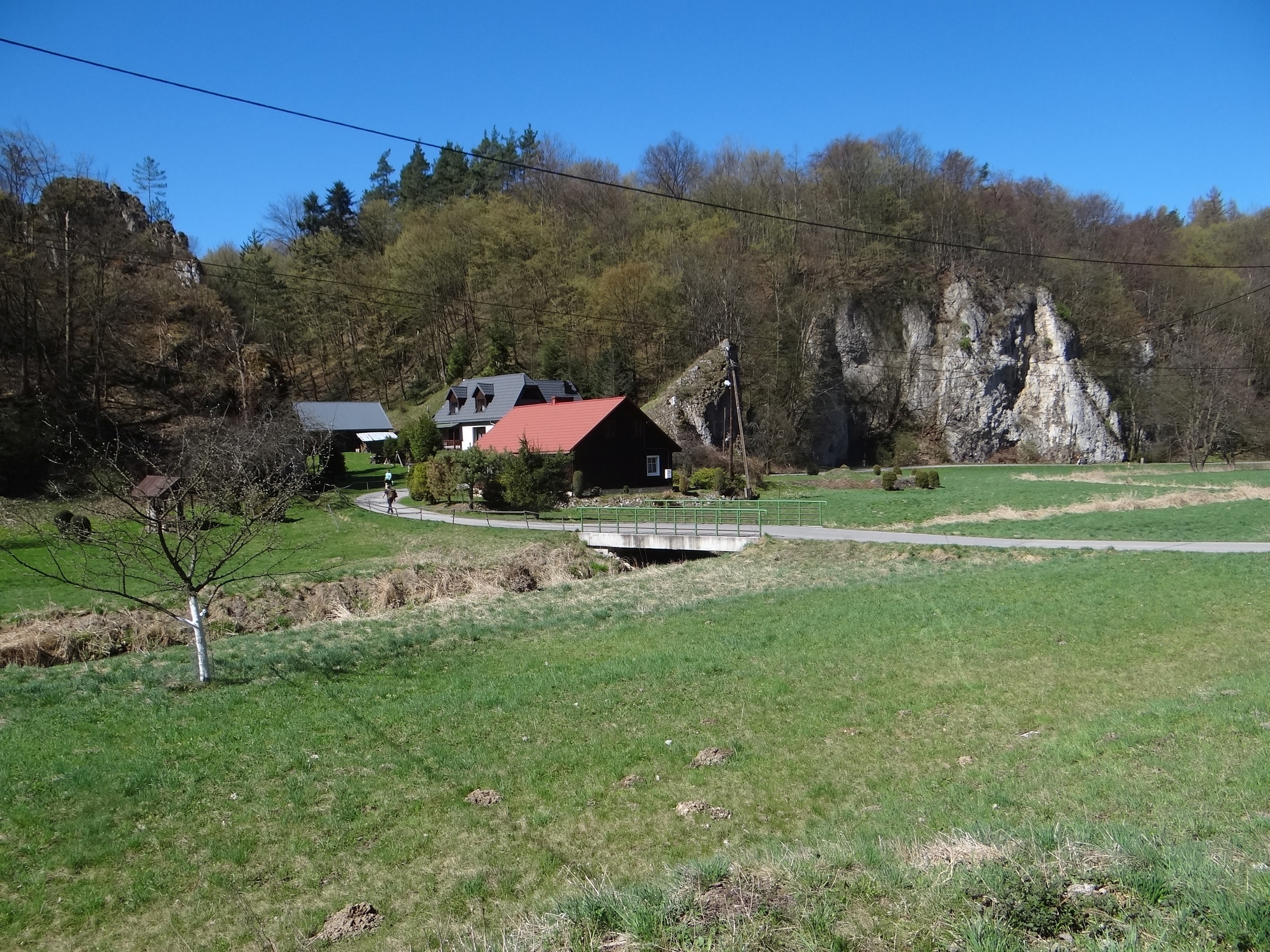
Wylot wąwozu Korytania. Koźniowa po prawej stronie
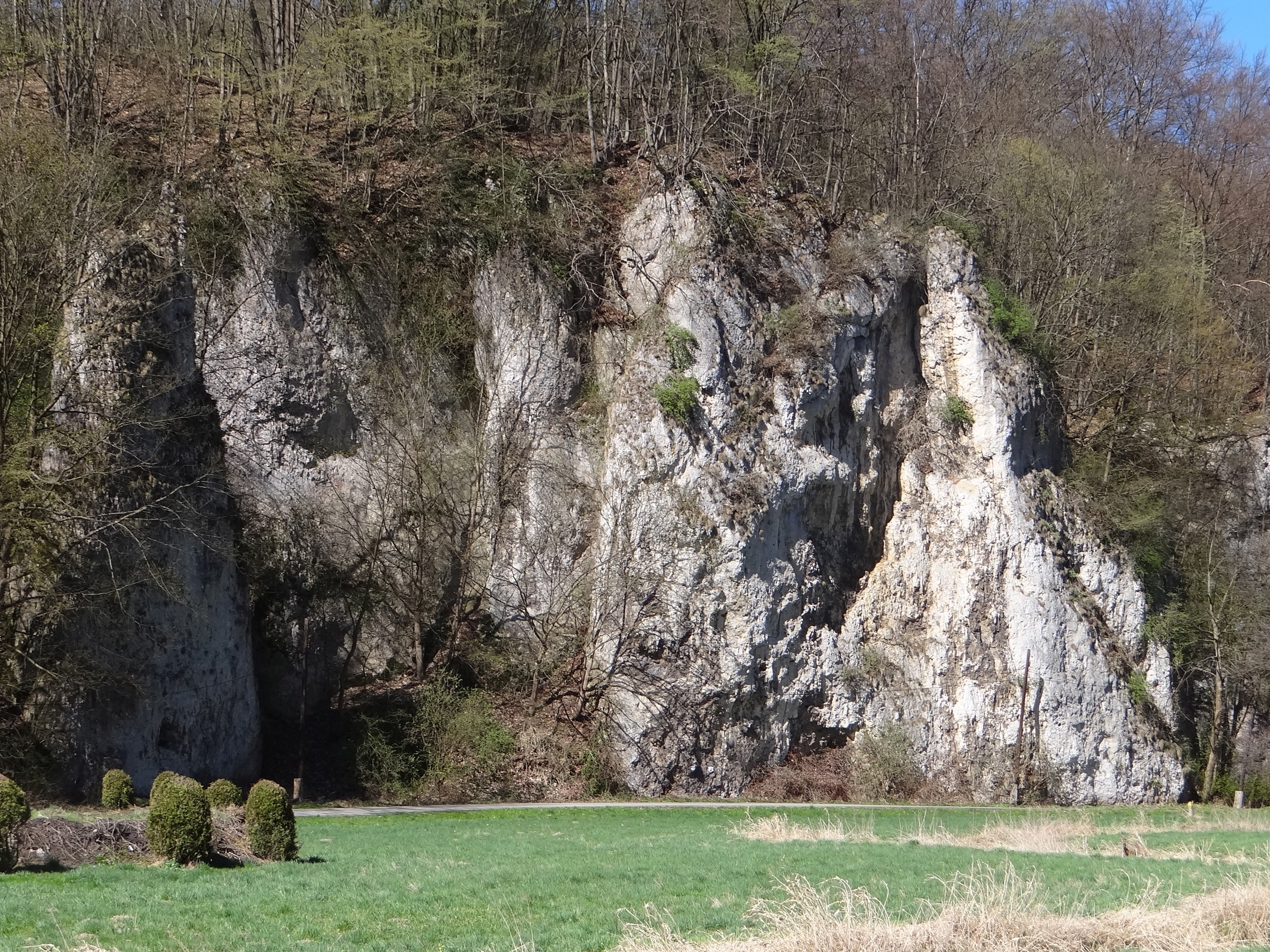
Koźniowa, widok z  południowego wschodu
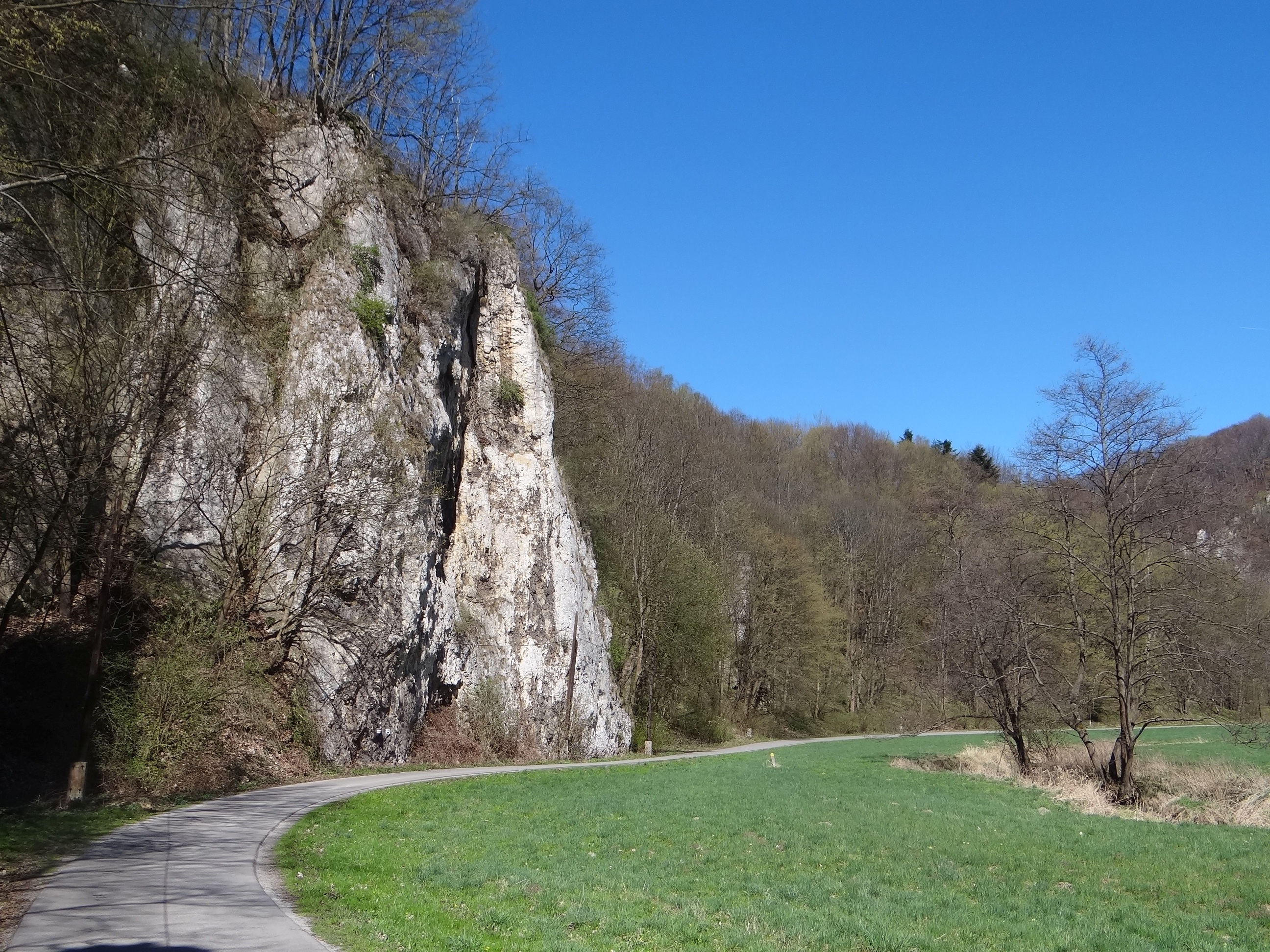
Koźniowa, widok z południa

Na skale Koźniowej w latach 2003-2006 obserwowano występowanie obcego dla polskiej flory gatunku mszycy zdobniczka orzechowa Callaphis juglandis.

## Szlaki turystyczne
czerwony Szlak Orlich Gniazd, odcinek z Prądnika Korzkiewskiego Doliną Prądnika przez Ojców do Zamku w Pieskowej Skale